# Condado de Alcorn
El condado de Alcorn (en inglés: Alcorn County), fundado en 1870, es un condado del estado estadounidense de Misisipi. En el año 2000 tenía una población de 34.558 habitantes con una densidad poblacional de 33 personas por km². La sede del condado es Corinth.

## Geografía
Según la Oficina del Censo, el condado tiene un área total de 1039 km² (401,2 mi²), de la cual 1036 km² (400 mi²) es tierra y 3 km² (1,2 mi²) es agua.

## Demografía
En el 2000 la renta per cápita promedia del condado era de $ 29,041 y el ingreso promedio para una familia era de $36,899. El ingreso per cápita para el condado era de $15,418. En 2000 los hombres tenían un ingreso per cápita de $29,752 frente a $20,583 para las mujeres. Alrededor del 16.60% de la población estaba bajo el umbral de pobreza nacional.

## Condados adyacentes
- Condado de McNairy, Tennessee (norte)
- Condado de Hardin, Tennessee (noreste)
- Condado de Tishomingo (este)
- Condado de Prentiss (sur)
- Condado de Tippah (oeste)
- Condado de Hardeman, Tennessee (noroeste)

## Localidades
Ciudades
- Corinth

Pueblos
- Farmington
- Glen
- Rienzi

Villas
- Kossuth

Áreas no incorporadas
- Jacinto
- Wenasoga
- Kendrick

## Principales carreteras
- U.S. Highway 45
- U.S. Highway 72
- Carretera 2